# Achatocarpus
Achatocarpus é um género botânico pertencente à família Achatocarpaceae.
Estão distribuidas nas regiões tropicais da América do Sul, principalmente na Argentina.

## Espécies
- Achatocarpus balansae
- Achatocarpus bicornutus
- Achatocarpus brasiliensis
- Achatocarpus brevipedicellatus
- Lista completa